# Annales des sciences naturelles
Annales des sciences naturelles (w piśmiennictwie naukowym cytowane jako Annls Sci. Nat., Bot.) – wydawane w Paryżu czasopismo publikujące artykuły naukowe z zakresu nauk przyrodniczych. W latach 1824–1833 ukazało się jego 30 numerów pt. Annales des sciences naturelles obejmujących takie zagadnienia jak: fizjologia zwierząt i roślin, anatomia porównawcza roślin i zwierząt, ogólne zagadnienia z zakresu botaniki i zoologii, mineralogia i geologia. W ciągu następnych 10 lat wydano co najmniej 8 kolejnych serii zawierających 20 numerów pod nazwami Annales des Sciences Naturelles Botanika, ser. XXX.
Numery czasopisma dla których prawa autorskie do artykułów i ilustracji już wygasły zostały zdigitalizowane i są dostępne w internecie. Opracowano 5 istniejących w internecie skorowidzów umożliwiających odszukanie artykułu:
- Title – na podstawie tytułu
- Author – na podstawie nazwiska autora
- Date – według daty
- Collection – według grupy zagadnień
- Contributor – według instytucji współpracujących

Istnieje też indeks zdigitalizowanych numerów czasopisma.